# Teoria dystrybucji
Teoria dystrybucji – dział matematyki leżący na pograniczu analizy funkcjonalnej i teorii funkcji rzeczywistych powstały w XX wieku, głównie za sprawą prac francuskiego matematyka Laurenta Schwartza. Zasadniczą była potrzeba rozszerzenia pojęcia funkcji zmiennej rzeczywistej na funkcje uogólnione, które niekoniecznie musiałyby mieć własności przynależne zwykłym funkcjom (np. różniczkowalność w zwykłym sensie), ale jednak dla których można by wprowadzić pojęcie pochodnych w sposób uogólniony. Funkcje uogólnione nazwano dystrybucjami.
Działania wykonywane na dystrybucjach są odmienne od działań, jakie mają sens dla zwykłych funkcji. Np. mnożenie funkcji w wyniku daje inną funkcję, zaś takie działanie dla dystrybucji (np. dla delty Diraca) dawałoby funkcję zerową, co nie miałoby zastosowania. Zamiast tej operacji dla dystrybucji całkuje się ich iloczyn (czyli oblicza się tzw. splot) – w wyniku dostaje się inną dystrybucję.
Z innych działań, typowych dla dystrybucji, jest np. wykonywanie transformacji Fouriera.
Metody dystrybucyjne, jak obliczanie splotów, transformat itp. znajdują zastosowania m.in. w teorii równań różniczkowych, pozwalając znajdować ich uogólnione rozwiązania. Np. gdy warunki początkowe układów fizycznych są zadane funkcjami nieróżniczkowalnymi, jak w przypadku impulsowego włączenia prądu w układzie elektrycznym. Dzięki temu dystrybucje doskonale nadają się do opisu wielu rzeczywistych układów, których nie dałoby się opisać w ramach teorii zwykłych funkcji.

## Motywacje
Francuski matematyk Laurent Schwartz zajmując się funkcjami nieróżniczkowalnymi postawił pytanie o istnienie pochodnych takich funkcji i podał przypuszczenie, że być może pochodne funkcji ciągłych nieróżniczkowalnych w zwykłym sensie istnieją, ale nie są zwykłymi funkcjami, gdyż klasa rozpatrywanych funkcji jest zbyt wąska. Schwartz rozważał przestrzeń {\displaystyle {\mathcal {D}}(\Omega )} funkcji określonych na otwartym podzbiorze {\displaystyle \Omega } przestrzeni euklidesowej ustalonego wymiaru, nieskończenie wiele razy różniczkowalnych, o zwartym nośniku – przy czym wzmocnił dodatkowo topologię zbieżności w tej przestrzeni.
Schwartz zauważył, że im mniejsza – w pewnym sensie – przestrzeń wyjściowa, tym większa jest jej przestrzeń sprzężona. Przestrzeń {\displaystyle {\mathcal {D}}'(\Omega ),} nazwana przestrzenią dystrybucji, okazała się „bardzo duża”: należą do niej wszystkie funkcje lokalnie całkowalne oraz tzw. funkcje uogólnione, jak na przykład delta Diraca.
Schwartz nazwał elementy przestrzeni {\displaystyle {\mathcal {D}}'} dystrybucjami. Okazało się, że każda z nich ma pochodne wszystkich rzędów, należące znowu do {\displaystyle {\mathcal {D}}',} różniczkowanie jest operacją ciągłą, przestrzenie {\displaystyle {\mathcal {D}}} i {\displaystyle {\mathcal {D}}'} są lokalnie wypukłe, ale nie są metryzowalne. Dystrybucje okazały się rewelacją w teorii i w zastosowaniach do równań różniczkowych.

## Definicja
Jeśli {\displaystyle \Omega } jest otwartym podzbiorem przestrzeni euklidesowej {\displaystyle \mathbb {R} ^{n}} (w szczególności może być całą przestrzenią), to przez {\displaystyle {\mathcal {D}}(\Omega )} oznacza się przestrzeń liniową funkcji gładkich o zwartym nośniku, przyjmujących wartości rzeczywiste bądź zespolone. Zatem przestrzeń {\displaystyle {\mathcal {D}}(\Omega )} składa się z takich funkcji określonych na zbiorze {\displaystyle \Omega ,} które mają ciągłe pochodne cząstkowe dowolnego rzędu, a ponadto przyjmują wartość zero poza zbiorem ograniczonym.
W przestrzeni {\displaystyle {\mathcal {D}}(\Omega )} można określić pojęcie zbieżności, przyjmując, że ciąg funkcji {\displaystyle (f_{n})_{n\in \mathbb {N} }} jest zbieżny do funkcji granicznej {\displaystyle f} wtedy i tylko wtedy, gdy:
- istnieje zbiór ograniczony {\displaystyle A{\subset }\Omega ,} w którym zawierają się nośniki funkcji {\displaystyle f_{n}} dla {\displaystyle n\in \mathbb {N} } (a więc funkcje {\displaystyle f_{n}} zerują się poza zbiorem {\displaystyle A});
- dla każdego wielowskaźnika {\displaystyle \alpha } ciąg {\displaystyle (D^{\alpha }f_{n})} pochodnych cząstkowych jest zbieżny jednostajnie do {\displaystyle D^{\alpha }f.}

Wówczas przestrzeń {\displaystyle {\mathcal {D}}'(\Omega )} sprzężoną do {\displaystyle {\mathcal {D}}(\Omega )} nazywa się przestrzenią dystrybucji na {\displaystyle \Omega ;} dystrybucjami są więc wszystkie te funkcjonały {\displaystyle {\mathcal {D}}(\Omega )\to \mathbb {R} ,} które są liniowe i ciągłe.

### Funkcje lokalnie całkowalne
Mając określoną przestrzeń {\displaystyle {\mathcal {D}}'(\Omega )} dystrybucji na {\displaystyle \Omega } jw., każdej funkcji {\displaystyle f} lokalnie całkowalnej na {\displaystyle \Omega } można przypisać dystrybucję {\displaystyle T\in {\mathcal {D}}'(\Omega )} określoną wzorem:
{\displaystyle \phi \mapsto \int \limits _{\Omega }f\phi .}
Taki zabieg pozwala na traktowanie pewnych dystrybucji, zwanych regularnymi, jako funkcji lokalnie całkowalnych. W przestrzeni dystrybucji {\displaystyle {\mathcal {D}}'(\Omega )} można następnie określić operację różniczkowania, transformacji Fouriera oraz splotu tak, aby miały one jednakowy sens, jak w przypadku analogicznych działań na funkcjach. Co więcej, operacje te określone są na wszystkich dystrybucjach, niezależnie od tego, czy da się je utożsamić z jakimikolwiek funkcjami.

### Delta Diraca
Delta Diraca to bardzo ważny w zastosowaniach przykład dystrybucji nieregularnej; można ją również zdefiniować jako „pseudofunkcję”, choć w sensie ścisłym należy ją traktować jako dystrybucję z {\displaystyle {\mathcal {D}}'(\mathbb {R} ^{n}),} tzn. {\displaystyle \delta _{0}\colon {\mathcal {D}}(\mathbb {R} ^{n})\to \mathbb {R} } (możliwe jest przedłużenie dystrybucji {\displaystyle \delta } na szersze przestrzenie funkcyjne), określoną wzorem {\displaystyle \phi \mapsto \phi (0).}